# Jorge Kahwagi

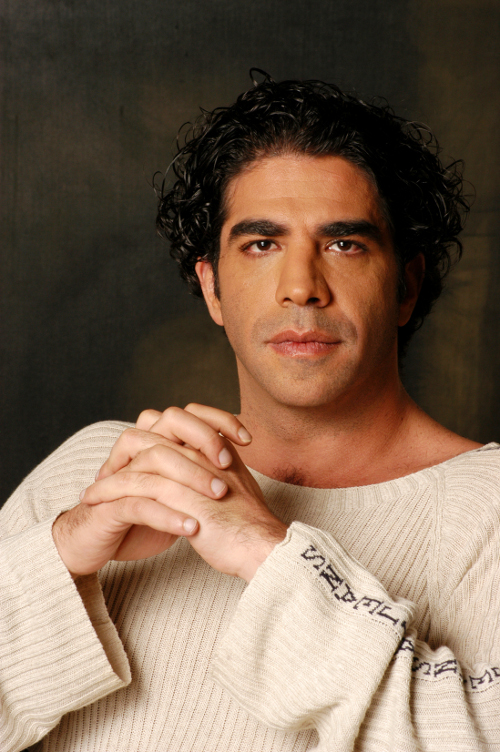
Jorge Kahwagi

Jorge Kahwagi Macari (Mexico-Stad, 28 mei 1968) is een Mexicaanse bokser, zakenman en politicus van Nieuwe Alliantie (PANAL).
Kahwagi komt uit een aanzienlijke familie van Libanese afkomst en studeerde recht en bedrijfsadministratie aan de Nationale Autonome Universiteit van Mexico (UNAM). Vanaf jonge leeftijd was hij actief als bokser, eerst in het universiteitsboksen en vanaf 2001 professioneel. Kawagi startte tevens een carrière als ondernemer en werd onder andere vicevoorzitter van de confederatie van Kamers van Koophandel en voorzitter van de gratis krant La Crónica de Hoy. Hij sloot zich aan bij de Groene Ecologische Partij van Mexico (PVEM) waarvoor hij in 2003 in de Kamer van Afgevaardigden werd gekozen en werd meteen fractievoorzitter.
Kahwagi is vaak bekritiseerd geweest wegens het feit dat hij zijn politieke activiteiten niet serieus zou nemen. Hij heeft meerdere keren ruzie gehad met andere boksers, heeft affaires gehad met verschillende vrouwen uit de show business waaronder Ninel Conde en Ana Bárbara, en verschijnt vaak in roddelrubrieken. Bijzonder controversieel was zijn beslissing in 2001 deel te nemen aan de Mexicaanse versie van het televisieprogramma Big Brother waardoor hij een tijdlang geen zittingen kon bijwonen in de Kamer van Afgevaardigden.
Na zijn termijn als afgevaardigde stapte hij in 2006 uit de PVEM en sloot zich aan bij de PANAL, waarvan hij een jaar later voorzitter werd. Sinds 2009 zit hij opnieuw in de Kamer van Afgevaardigden.